# 영포
영포(英布, ?~기원전 195년)는 초한쟁패기, 전한 시기의 무장이다. 성은 영(英)이고 이름은 포(布)인데, 경형(黥刑)을 받은 것에서 유래해 경포(黥布)라고도 불렀다. 항우의 18제후왕 중 구강왕이었고, 한에서는 회남왕이었다.
역사가 배인(裴駰)은 영포는 대장군 한신과 대적할 수 있는 초나라의 무장으로 패왕 항우의 심복지장(心腹之將)이자 거록대전(巨鹿大戰)에서 장함의 항복을 받은 제후왕이라 평했다.

## 생애

### 반진 봉기군
영포는 육현(지금의 안휘성 육안 부근)의 평민 출신으로, 어린 시절에 "형벌을 받을 운명이나 후에 왕이 된다"는 예언을 들었다. 그 뒤에 법을 어겨 경형(얼굴에 죄목을 문신으로 새기는 형)을 받자 스스로 예언이 이루어졌다 여기고 기뻐했으나 사람들의 비웃음을 샀다. 이로부터 경포(黥布)라는 별명이 붙었다. 영포는 형벌로 노역에 동원되어 여산에 끌려갔는데 여산에서 같이 노역하는 죄수들을 모았고 이후 이들을 이끌고 여산에서 달아나 장강에서 도둑 떼를 이루었다.
진 이세황제 원년(기원전 209년) 음력 7월 진승과 오광의 난이 일어나자 영표와 수적때들은 파군 오예에게 가담해 진나라에 반기를 들었고, 영표는 오예의 신임을 받아 그 사위가 됐다. 2세 2년 음력 9월 장함의 진나라 군대가 진승, 여신을 차례대로 무찌르자, 영포는 이에 대항하기 위해 군대를 북진 청파지역에서 진나라의 좌우 교위를 무찌른 뒤 동쪽으로 진격한다. 이시기 항량이 회계와 강동을 평정한 장강을 넘어오자 동양현의 민란군 수장 진영이 항량에게 합류하는 일이 있었고, 이세 3년(기원전 208년) 음력 2월 영포도 포장군과 같이 항량의 군대에 합세했다. 이후 영표는 항량이 부하로 경구 · 진가 등을 공격할 때 참전해 선봉에 서 싸웠고, 이세 3년 음력 6월 항량이 초 의제를 왕으로 옹립하면서 당양군이 됐다.
2세 3년(기원전 208년) 음력 9월 항량이 장함의 공격을 받아 정도에서 죽자. 초 회왕의 명령으로 당양군 영포도 장수들과 함께 천도한 수도 팽성에 모였다. 얼마뒤 장함의 진나라 군대가 조나라의 거록성(巨鹿城)을 포위하자, 초나라는 조나라 구원군을 편성해 상장군 송의를 대장으로 삼고 거록으로 출진한다. 영포도 장군으로 구원군에 배속되어 거록으로 향한다. 11월 거록으로 향하던 중 대장인 송의와 차장인 장안후(長安侯) 항우 사이의 갈등으로 항우가 상관인 송의를 살해하였고, 영포를 포함한 초나라 군사들은 모두 항우를 따른다. 당양군 영포는 항우의 지시로 선발대를 이끌고 먼저 거록에 가서 장함의 진나라 군대를 공격했고, 이후 항우의 본대와 같이 거록을 포위한 진군을 격파하고 조나라를 구원했고, 이세 4년(기원전 207년) 음력 7월에는 은허에서 장함의 항복을 받는 대승을 거둔다.(거록 전투).
2세 4년 (기원전 206년) 음력 11월 당양군 영포는 항우를 따라 초나라 군대와 장함과 같이 항복한 진나라 군대과 같이 진나라의 본토로 쳐들어가던 도중, 신안에서 항우의 명령을 받아 진나라 병사 20여만 명을 밤중에 생매장해버린다. 음력 12월 함곡관에 도달한 항우의 군대가 함곡관을 막은 패공 유방에게 저지돼 넘어가지 못하자, 영포는 별동대를 이끌고 함곡관을 우회하여 기습해 함곡관을 함락하고 진나라의 수도 함양으로 들어간다.
의제 원년(기원전 206년) 음력 2월 항우는 각지에 제후들을 분봉했는데, 영포도 그 공적을 인정받아 옛 초나라 영역을 넷으로 나눈 제후국중 하나인 구강의 왕에 봉해졌고, 수도는 육(현 중화인민공화국의 루안 시)에 두었다. 4월에는 구강으로 이동했고, 8월 항우의 밀명으로 형산왕 오예, 임강왕 공오와 같이 장사로 천도하던 초 의제를 공격했고 10월 영포는 침현에서 초의제를 살해하였다.

### 서초에서 한으로
한왕 2년(기원전 205년) 음력 1월 항우는 얼마전 항우에게 불만을 품고 모반을 일으켜, 항우가 임명한 제나라의 제후왕을 3명을 모두 몰아내고 제나라의 제나라의 실권을 장악한 전영이 공격하기 위해 구강왕 영포를 포함한 측근들을 소집한다. 그러나 영포는 병을 핑계대고 장수와 수천 명의 군사들만 보내 참전하지 않았고 이후 음력 4월 한왕 유방이 56만의 제후연합군을 이끌고 서초의 수도 팽성을 함락하고, 다시 항우가 반격하는 과정(팽성 전투)에서도 영포는 참전하지 않았다. 이 때문에 서초패왕의 노를 사 꾸짖음을 받고 소환령을 받았으나 두려움을 품어 응하지 않았다. 서초패왕 항우도 당장 자신을 돕는 자가 구강왕뿐인데다 구강왕의 재능을 아껴 공격하지는 않았다.
한편 팽성 전투에서 크게 패하고 목숨만 건져 한왕 유방에게 알자직이었던 수하가 한왕을 찾아가 구강왕을 꾀어 한왕의 편을 들게 할 수 있다고 했다. 이에 유방이 이를 승인하자 수하는 부하 20명을 이끌고 한왕의 사신자격으로 회남으로 향한다. (작성중)수하는 회남에서 구강왕 경표와의 접견을 요구했지만 경포는 만나, 수하의 변설에 넘어가 한나라에 투항하기로 비밀리에 약조했다. 마침 서초의 사자가 구강왕을 찾아와 군사를 내도록 독촉하려고 했는데, 수하가 구강왕의 변절을 드러내는 바람에 결국 초나라 사자를 베고 서초를 공격했다. 서초는 항성과 용저를 보내 회남을 공격하게 하고 서초패왕은 하읍을 공격했다. 몇 달 못 가 용저와 항성에게 격파당하고 한왕에게 달아났다. 한왕이 자신을 무례히 대하자 분노하고 후회해 자결할 생각까지 했으나, 한에서 제공한 관사의 대접이 매우 융숭해 기뻐했다. 한편 사람을 구강으로 보내 보니, 이미 항백이 구강의 병사들을 거두고 일가족도 모두 서초에 죽었다. 옛 구강왕의 병사 중 수천 명이 다시 구강왕의 밑으로 들어왔고, 한왕은 이들을 성고 수비군에 합류시키는 한편 한왕 4년(기원전 203년) 7월에 구강왕을 회남왕으로 봉했다.
한왕 5년(기원전 202년)에는 구강의 몇 현을 얻었고, 한왕 6년(기원전 201년)에는 유고와 함께 구강으로 들어가 서초의 대사마 주은을 회유했다. 이들은 함께 구강의 병사를 이끌고 한의 본대와 합류해 해하에서 초나라를 격파했다(해하 전투). 항우가 죽고 한왕이 온 중국을 평정하면서 회남왕으로서 육을 서울로 삼고, 구강 · 여강 · 형산 · 예장군을 통치했다.

### 모반, 패망
고제 11년(기원전 196년), 고황후가 한신을 죽이자 마음 속에 두려움을 품었다. 여름, 고조가 팽월을 죽이고 팽월의 살코기로 젓을 담가 제후들에게 주었는데, 이를 받고 더 큰 두려움을 품어 은밀히 병사를 모으며 경계를 강화했다.
회남왕의 애첩이 의원에게 치료를 받으러 자주 다니자, 의원 곁에 사는 중대부 비혁(賁赫)이 애첩을 자주 시중해 애첩이 비혁을 회남왕에게 칭찬했다. 회남왕은 비혁이 애첩과 간통했다고 의심하고 사로잡으려 했으나, 비혁은 장안으로 달아나 고제에게 회남왕이 모반을 일으키려 한다고 고변했다. 상국 소하는 일단 비혁을 묶어두고 회남왕의 모반 혐의를 증험해야 한다고 진언했으나, 회남왕은 비혁이 자국의 기밀을 이미 흘렸고, 한나라의 사자도 이미 자신의 수상한 동태를 알아챘으리라고 여기고 마침내 비혁의 일가족을 다 죽이고 모반을 일으켰다. 소식을 들은 한 조정에서는 비혁을 풀어주고 진압군의 장수로 삼았다. 옛 재상 주건은 모반을 만류했으나 양보후는 모반을 일으키도록 권했다.
고제 11년(기원전 196년) 7월 가을에 회남왕 영포는 반란을 일으킨다. 영포는 우선 동쪽의 형나라를 공격해 형왕 유고를 한 싸움에 격파해 죽이고 형나라의 군대를 모조리 빼앗아 화이허를 건너 초나라를 공격했다. 초왕 유교는 군사를 셋으로 나눠 서로 호응하게 했으나, 이 중 하나를 격파하니 나머지 두 군도 흩어져 달아났다. 고제 12년(기원전 195년) 10월 약 1년간 초나라 지역을 휘저으며 서쪽으로 진격하던 영포는 기현 서쪽의 추(甀)에서 마침내 황제 유방이 친히 이끄는 진압군과 대치하게 된다. 이때 회남왕 영포는 과거 항우와 비슷한 방식으로 군진을 폈는데, 고조는 이를 보고 싫어했다. 고조가 멀리서 말했다.
| “ | 무엇이 괴로워서 반역을 일으켰는가? | ” |

회남왕이 답했다.
| “ | 그저 황제가 되고 싶었을 뿐이다! | ” |

회남왕의 반군과 고조의 진압군이 마침내 크게 맞서 싸우고, 고조가 싸움 중에 유시에 맞아 상처를 입었으나(결국 고조는 이 상처가 악화돼 죽었다) 반군이 패주해 화이허를 건너 여러 차례 싸웠으나 불리해 장강을 남쪽으로 건너 달아났다. 회남왕의 장인 오예는 이미 죽고 그 아들 장사성왕 오신이 뒤를 이어 장사왕을 지내고 있었는데, 이 장사성왕에게 속아 함께 월나라로 망명하자는 말을 믿고 같이 파양으로 갔다가 거기에서 지역 주민들에게 죽었다.
유장이 영포를 대신해 회남왕이 되었고, 비혁은 기사후에 봉해졌고, 그 밖에 영포의 난을 진압한 신하들에게도 상이 내려졌다.